# Vrachonisída Megálo Trístomo
Vrachonisída Megálo Trístomo är en ö i Grekland.   Den ligger i prefekturen Nomós Dodekanísou och regionen Sydegeiska öarna, i den sydöstra delen av landet, 400 km sydost om huvudstaden Aten.